# تولباغية بنفسجية
تولباغية بنفسجية (الاسم العلمي: Tulbaghia violacea) هي نوع من النباتات يتبع جنس التولباغية من الفصيلة النرجسية.